# Clana
Clana (in croato Klana) è un comune di 1 978 abitanti nella regione litoraneo-montana in Croazia, già italiano dal 1920 al 1947.

## Storia
Clana fece parte fino alla prima guerra mondiale del comune di Mattuglie nell'impero austroungarico. Dopo il trattato di Versailles venne assegnata all'Italia, facendo parte della provincia di Pola e poi, a seguito dell'annessione di Fiume, dell'omonima provincia. Nel 1925 fu creato comune autonomo dal governo Mussolini. Il 10 febbraio 1947 venne assegnato alla Jugoslavia.

## Società

### La presenza autoctona di italiani
È presente una comunità di italiani autoctoni che rappresentano una minoranza residuale di quelle popolazioni italofone che abitarono per secoli la penisola dell'Istria e le coste e le isole del Quarnaro e della Dalmazia, territori che appartennero alla Repubblica di Venezia. La presenza degli italiani a Clana è drasticamente diminuita in seguito all'esodo giuliano dalmata, che avvenne dopo la seconda guerra mondiale e che fu anche cagionato dai "massacri delle foibe".
Oggi a Clana, secondo il censimento ufficiale croato del 2011, esiste una modestissima minoranza autoctona italiana, pari al 0,35% della popolazione complessiva.

## Geografia antropica

### Località
Il comune di Clana è diviso in 5 insediamenti (naselja) di seguito elencati. Tra parentesi il nome in lingua italiana, spesso desueto.

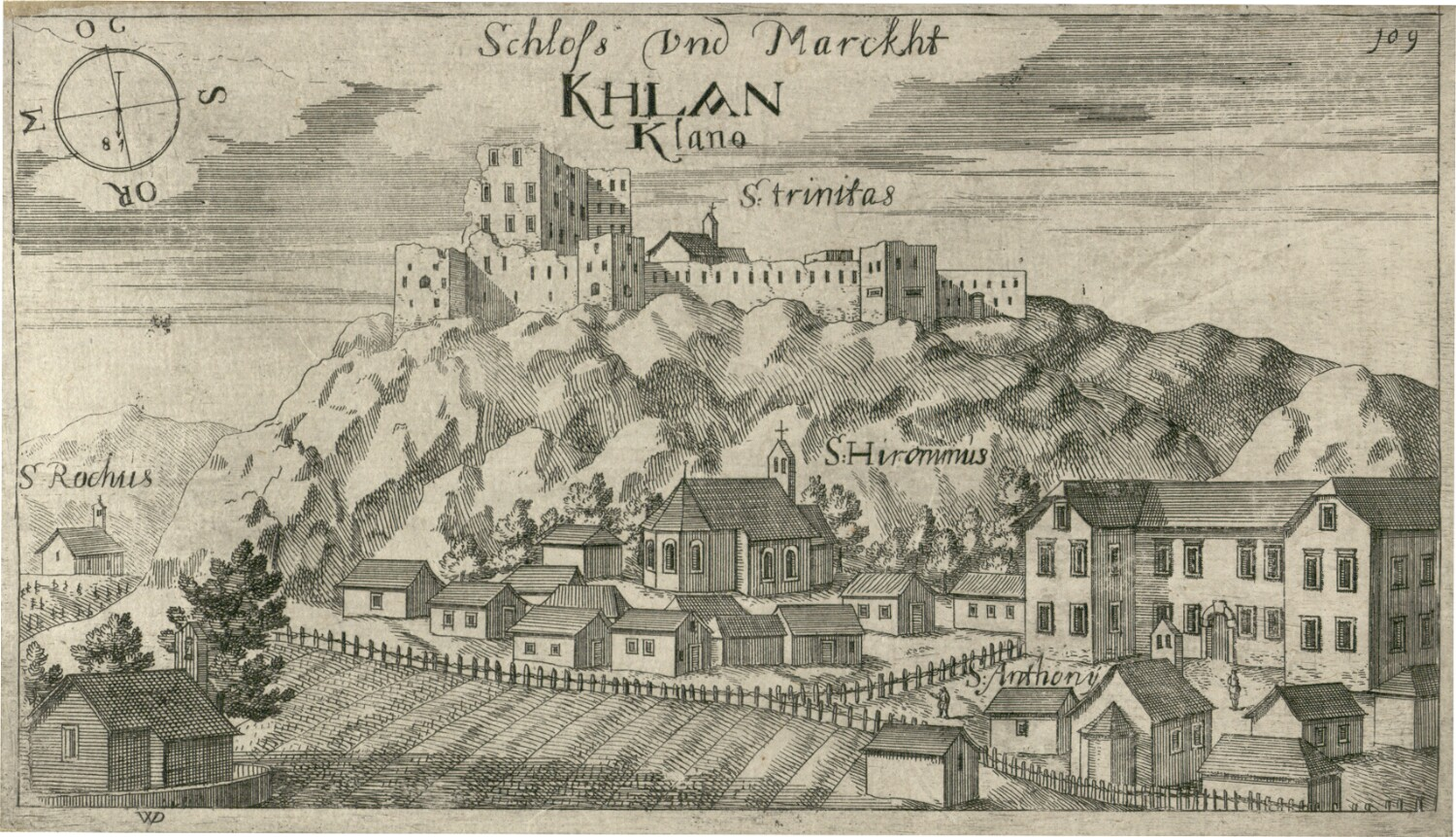
Valvasor - grafica di Clana

- Breza (Bresa)
- Klana (Clana), sede comunale
- Lisac (Isera)
- Studena (Studena)
- Valvasor - grafica di ClanaŠkalnica (Scalnizza)